# Sarascelis chaperi
Sarascelis chaperi is een spinnensoort uit de familie Palpimanidae. De soort komt voor in Ivoorkust en Guinee-Bissau.